# Ivesia rhypara
Ivesia rhypara är en rosväxtart som beskrevs av B.J. Ertter och J.L. Reveal. Ivesia rhypara ingår i släktet Ivesia och familjen rosväxter. Utöver nominatformen finns också underarten I. r. shellyi.